# 1. caribrodska brigada (NOVJ)
Za druge 1. brigade glejte 1. brigada.
1. caribrodska brigada je bila brigada v sestavi Narodnoosvobodilne vojske in partizanskih odredov Jugoslavije in ki je delovala med drugo svetovno vojno na področju Kraljevine Jugoslavije.